# بورس مسکو
بورس مسکو (به انگلیسی: Moscow Exchange) بزرگترین برگزارکننده بازار بورس اوراق بهادار، در روسیه است، که در شهر مسکو مستقر می‌باشد.
این شرکت در تاریخ ۱۹ دسامبر ۲۰۱۱ در پی ادغام دو شرکت برگزاری بازار بورس آرتی‌اس و مسکو اینتربانک تأسیس شد. هر دوی این سازمان‌ها، در دهه ۱۹۹۰ میلادی تشکیل شدند و دو دهه سابقه فعالیت در سطح اول بازار بورس روسیه را در کارنامه خود دارند.
شاخص‌های آن‌ها با نمادهای ام‌آی‌سی‌ای‌اکس و آرتی‌اس شناخته می‌شدند، که همواره از شاخص‌های برتر در میان برگزارکنندگان بازارهای بورس اوراق بهادار در جهان بشمار می‌آمد. هدف از این ادغام، ایجاد یک موجودیت واحد اعلام شده‌است.